# 中央港新町
中央港新町（ちゅうおうこうしんまち）は、鹿児島県鹿児島市の町。郵便番号は890-0076。人口は0人、世帯数は0世帯（2020年4月1日現在）。
町域全体が人工島上にあり、鹿児島港中央港区を構成する「マリンポートかごしま」と呼ばれる湾港施設がある。町域に当たる人工島の面積は現在は24.0ha。

## 地理

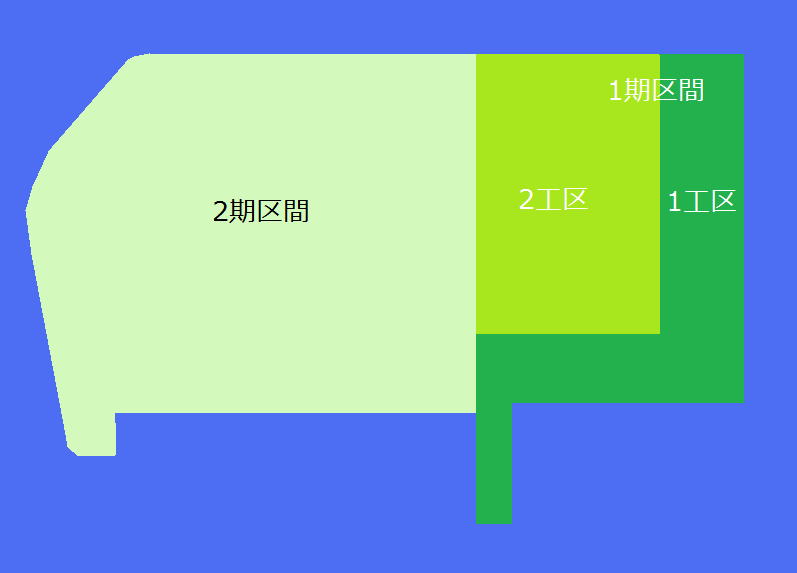
マリンポート鹿児島の全体図
濃緑 → 1工区1期
黄緑 → 1工区2期
薄緑 → 2工区
青 → 鹿児島湾などの水域

鹿児島市南部、脇田川河口部に位置し、町域全体が鹿児島湾上に埋め立てられた埋立地であり、現在は主に大型客船専用の湾港施設として利用されている。町域の西方に宇宿が接している他はすべてを鹿児島湾に面している。計画としては現在供用されている1期1工区及び1期2工区と2期から構成されるが、2期の埋め立て工事着手は未定となっている。
現在の区画は1期1工区と1期2工区である。また、時期に応じて利用時間が定められており利用時間終了後は入口が閉鎖されるため町域内に立ち入ることができない。現在町域内には休憩所兼案内所及び公園、駐車場がある他は湾港施設で占めている。

## 歴史
1990年（平成2年）に鹿児島県総合基本計画に「大型観光船ふ頭の整備等」として計画され、翌年1991年（平成3年）に鹿児島県と鹿児島市共同で「鹿児島港ウォーターフロント開発基本計画」が策定される。
1999年（平成11年）に埋め立て工事に着工し、2007年（平成19年）3月に1期1工区の埋め立てが完了した。同年7月10日にマリンポートかごしまの全域を以て鹿児島市の町「中央港新町」が新設された。同年9月に供用を開始した。
また、2012年（平成24年）3月に1期2工区の埋め立てが竣工し、2016年（平成28年）7月18日に1期2工区の整備が完了した。

### 町域の変遷
| 実施後             | 実施年                    | 実施前         |
| ------------------ | ------------------------- | -------------- |
| 中央港新町（新設） | 2007年（平成19年）7月10日 | 公有水面埋立地 |

## 施設

### 公共
- 親水広場（2015年（平成27年）7月29日供用開始[13]）
- 急患搬送用ヘリポート
- かごしまクルーズターミナル（2018年（平成30年）4月7日供用開始[14]）

## 交通

### 道路
- 鹿児島港臨港道路

### 湾港
- 鹿児島港
  - 中央港区マリンポートかごしま（大型観光客船ふ頭）